# Amblyscarta transversalis
Amblyscarta transversalis är en insektsart som beskrevs av Metcalf 1955. Amblyscarta transversalis ingår i släktet Amblyscarta och familjen dvärgstritar. Inga underarter finns listade i Catalogue of Life.